# Vladimír Lengvarský
Vladimír Lengvarský (* 18. srpna 1969) je slovenský generál a lékař, v letech 2021–2023 ministr zdravotnictví ve vládě Eduarda Hegera.
Působí jako ředitel Ústřední vojenské nemocnice SNP v Ružomberku. V minulosti byl hlavním lékařem Ozbrojených sil SR a velitelem Vojenského zdravotnictví.

## Život
Vladimír Lengvarský se narodil 18. srpna 1969. V roce 1993 absolvoval Vojenskou lékařskou akademii J. E. Purkyně v Hradci Králové se specializací na všeobecné lékařství a získal titul MUDr. i vojenskou hodnost nadporučíka. Od roku 1998 pracoval ve Vojenské akademii Liptovský Mikuláš. V roce 2008 se stal ředitelem odboru řízení vojenského zdravotnictví.